# دانشگاه پزشکی کارولینای جنوبی
دانشگاه پزشکی کارولینای جنوبی (به انگلیسی: Medical University of South Carolina) دانشگاه در سال ۱۸۲۴ از توسعه و گسترش یک کالج خصوصی که به کار آموزش پزشکان اشتغال داشت به وجود آمد. در حال حاضر دانشگاه دارای یک مرکز پزشکی بعلاوه شش کالج آموزشهای پزشکی حرفه‌ای در زمینه‌های مختلف پزشکی می‌باشد.
در سال تأسیس این دانشگاه، به عنوان دهمین دانشگاه پزشکی در کل آمریکا محسوب می‌گردید و اولین دانشگاه پزشکی در جنوب کشور بود.

## تاریخچه
دانشکده پزشکی در سال ۱۸۲۳ با ادغام کالج پزشکی کارولینای جنوبی، مؤسسه خصوصی انجمن پزشکی کارولینای جنوبی آغاز به کار کرد. هفت پزشک چارلستون دانشکده اولیه را با ۳۰ دانشجوی ثبت نام شده در سال ۱۸۲۴ تشکیل دادند. اولین فارغ‌التحصیلی در ۴ آوریل ۱۸۲۵ بود. به استثنای جنگ داخلی آمریکا، کالج به‌طور مداوم تا به امروز خدمت کرده‌است، حتی زمانی که تعداد کل ثبت نام شده بود. دو دانش آموز در زمان انتصاب دکتر روبرت ویلسون به عنوان رئیس کالج پزشکی در سال ۱۹۰۸، آبراهام فلکسنر مشغول بررسی نظرات خود در مورد کالج پزشکی بود. نظرسنجی فلکسنر به گزارشی با عنوان «آموزش پزشکی در ایالات متحده و کانادا» منجر شد. این دانشگاه به شدت از دانشکده پزشکی و امکانات ضعیف آن، فقدان دانشکده تمام وقت، کمبود تجهیزات و کمبود پول انتقاد کرد. دکتر ویلسون با تشخیص اینکه کالج شرایط ملی را برآورده نمی‌کند، تعیین کرد که تنها راه نجات کالج از تعطیلی انتقال آن به مالکیت دولتی به منظور دسترسی به اعتبارات دولتی است. ایالت در سال ۱۹۱۳ کنترل رسمی کالج را در دست گرفت.